# Richard Blackmore
Pour les articles homonymes, voir Blackmore.
Sir Richard Blackmore (né le 22 janvier 1654 - mort le 9 octobre 1729) est un poète et un médecin anglais. On se souvient principalement de lui pour avoir été la cible de nombreuses satires, qui le ridiculisent, en particulier, pour son manque de talent pour la poésie. Il n'en est pas moins un médecin et un auteur d'écrits religieux très respecté en son temps.

## Biographie
Né à Corsham, dans le Wiltshire, Blackmore est le fils d'un riche juriste. Ayant reçu l'héritage de son père dès 1682, il utilise l'argent pour voyager et faire son Grand Tour en Europe, passant par la France, Genève et divers endroits en Italie. Il séjourne quelque temps à Padoue, et obtient un diplôme de médecine à l'université de la ville. Blackmore rentre en Angleterre via l'Allemagne et la Hollande, puis s'installe dans la pratique de la médecine. En 1685, il épouse Mary Adams, dont les liens familiaux l'aident à gagner un siège au Collège Royal des Médecins (Royal College of Physicians) en 1687. Blackmore connait quelques conflits avec le Collège en raison de ses abstentions non autorisées et de son opposition obstinée à l'ouverture d'un dispensaire pour les pauvres de Londres. Ce refus est tourné en dérision par William Garth dans Le Dispensaire, en 1699.
Richard Blackmore soutient la Glorieuse Révolution: sa première épopée, Le Prince Arthur, un poème héroïque en dix livres, célèbre le roi Guillaume III. Malgré le peu de succès rencontré, l'œuvre connait trois éditions et le roi remet à l'auteur une médaille en or, avant de l'adouber chevalier en 1697. Guillaume III charge également Blackmore de la rédaction du compte-rendu officiel du complot organisé par George Barclay, qui tente d'assassiner le roi : l'œuvre n'est achevée qu'en 1723, sous le titre Une histoire vraie et impartiale de la conspiration contre la personne et le gouvernement du Roi Guillaume III, de glorieuse mémoire, en l'année 1695.
L'auteur rédige une suite à son Prince Arthur en 1697, avec Le Roi Arthur, un poème héroïque en douze livres.

## Distinctions
- Knight Bachelor